# Klaudia Medlová
Klaudia Medlová (26 oktober 1993) is een Slowaakse snowboardster.

## Carrière
Op de FIS wereldkampioenschappen snowboarden 2011 in La Molina eindigde Medlová als achtste op het onderdeel slopestyle. Bij haar wereldbekerdebuut, in maart 2013 in Špindlerův Mlýn, scoorde de Slowaakse direct wereldbekerpunten. In maart 2014 stond Medlová in Kreischberg voor de eerste maal in haar carrière op het podium van een wereldbekerwedstrijd.
In Kreischberg nam de Slowaakse deel aan de FIS wereldkampioenschappen snowboarden 2015. Op dit toernooi veroverde ze de bronzen medaille op het onderdeel slopestyle, op het onderdeel big air eindigde ze op de vierde plaats.

## Resultaten

### Wereldkampioenschappen
| Jaar | Plaats      | Resultaten              |
| ---- | ----------- | ----------------------- |
| 2011 | La Molina   | 8e Slopestyle           |
| 2015 | Kreischberg | 4e Big Air · Slopestyle |

### Wereldbeker
Eindklasseringen
| Seizoen   | Algm   | BA    | SBS    |
| --------- | ------ | ----- | ------ |
| 2012/2013 | 103e   | –     | 58e    |
| 2013/2014 | 22e    | –     | 9e     |
| 2014/2015 | Zilver | Brons | Zilver |